# Tamira Paszek
Tamira Shelah Paszek (ur. 6 grudnia 1990 w Dornbirn) – austriacka tenisistka, reprezentantka w Pucharze Federacji.

## Kariera tenisowa
Jest córką Ariffa Mohameda, Kanadyjczyka urodzonego w Tanzanii, wychowanego w Kenii, którego dziadkowie byli Hindusami, oraz Françoise Paszek, Austriaczki urodzonej w Chile. Babka od strony matki była Austriaczką, a dziadek pół-Polakiem, pół-Francuzem.
Jest zawodniczką praworęczną, z oburęcznym backhandem. Treningi tenisowe rozpoczęła w wieku 4 lat. Trenowana początkowo przez matkę, a następnie przez Larri Passosa (dawnego opiekuna m.in. Gustavo Kuertena), w lipcu 2005 dotarła do finału juniorskiego Wimbledonu. W półfinale pokonała Wiktoryję Azarankę, w decydującym meczu przegrała 3:6, 4:6 z Agnieszką Radwańską. Uczestniczy nadal w rywalizacji juniorskiej w 2006, dochodząc do ćwierćfinałów Australian Open i French Open.
W kwietniu 2005 debiutowała w reprezentacji Austrii w Pucharze Federacji. W pierwszym meczu nie sprostała Francuzkom Virginie Razzano i Nathalie Dechy, ale w lipcowym meczu ze Szwajcarkami odniosła dwa zwycięstwa, przyczyniając się do pozostania Austrii w najwyższej grupie rozgrywkowej Pucharu Federacji, grupie światowej. Również w 2005 debiutowała w seniorskiej rywalizacji zawodowej. Wygrała m.in. turniej cyklu ITF w Sofii (w singlu i deblu) oraz przeszła rundę w halowym turnieju WTA Tour w Linzu. Była najmłodszą zwyciężczynią pojedynku w cyklu WTA Tour w 2005.
24 września 2006 zdobyła swój pierwszy tytuł w turnieju WTA w Portorožu, w finale pokonując Marię Elenę Camerin.
W 2007 zadebiutowała w Australian Open, gdzie, po przejściu eliminacji (zwycięstwa nad: Trudą Musgrave 7:5, 6:0; Hsieh Su-wei 6:0, 6:1 i Ivaną Lisjak 4:6, 6:4, 6:4) i pokonaniu w pierwszej rundzie Séverine Brémond 7:5, 6:3, uległa w drugiej rundzie Wierze Zwonariowej. Niedługo potem przeszła eliminacje do turnieju Dubai Tennis Championships II kategorii w Dubaju, w pierwszym meczu pokonała Katarinę Srebotnik 7:5, 6:3 i przegrała w 1/8 z liderką kobiecego rankingu – Justine Henin 6:4, 5:7, 1:6.
Rok później, również podczas Australian Open, Paszek była bliska sprawienia nie lada niespodzianki. Podczas pojedynku z turniejową trójką – Jeleną Janković przegrała w trzech setach, mimo że w ostatnim prowadziła 9:8 (40-0) i miała trzy piłki meczowe. Pojedynek skończył się wynikiem 4:6, 6:2, 12:10.
W 2008 roku osiągnęła finał zawodów w Bali, przegrywając w nim z Patty Schnyder 3:6, 0:6. Dwa lata później zwyciężyła w Québecu, pokonując w meczu mistrzowskim Bethanie Mattek-Sands wynikiem 7:6(6), 2:6, 7:5. W 2012 roku wygrała z Angelique Kerber 5:7, 6:3, 7:5 w finale zawodów rangi WTA Premier Series w Eastbourne.
Po zakończeniu kariery przez Barbarę Schett uważana za największą nadzieję austriackiego tenisa kobiecego.

## Życie prywatne
Dziadkiem Tamiry jest Franciszek Paszek ps. „Kmicic”, żołnierz ZWZ, dowódca oddziału Partyzanckiego Armii Krajowej „Żbik”.

## Finały turniejów WTA
| Legenda                     | Legenda |
| --------------------------- | ------- |
| Wielki Szlem                |         |
| Igrzyska olimpijskie        |         |
| WTA Tour Championships      |         |
| 1988 – 2008                 |         |
| Kategoria I                 |         |
| Kategoria II                |         |
| Kategoria III               |         |
| Kategoria IV                |         |
| Kategoria V                 |         |
| 2009 – 2020                 |         |
| WTA Premier Mandatory       |         |
| WTA Premier 5               |         |
| WTA Premier                 |         |
| WTA International Series    |         |
| WTA 125K series (2012–2020) |         |

### Gra pojedyncza
| Końcowy wynik | Nr | Data             | Turniej    | Nawierzchnia  | Przeciwniczka         | Wynik finału     |
| ------------- | -- | ---------------- | ---------- | ------------- | --------------------- | ---------------- |
| Zwyciężczyni  | 1. | 24 września 2006 | Portorož   | Twarda        | Maria Elena Camerin   | 7:5, 6:1         |
| Finalistka    | 1. | 8 września 2008  | Bali       | Twarda        | Patty Schnyder        | 3:6, 0:6         |
| Zwyciężczyni  | 2. | 19 września 2010 | Québec     | Twarda (hala) | Bethanie Mattek-Sands | 7:6(6), 2:6, 7:5 |
| Zwyciężczyni  | 3. | 23 czerwca 2012  | Eastbourne | Trawiasta     | Angelique Kerber      | 5:7, 6:3, 7:5    |

## Historia występów wielkoszlemowych
| Turniej         | 2007 | 2008 | 2009 | 2010 | 2011 | 2012 | 2013 | 2014 | 2015 | 2016 |
| --------------- | ---- | ---- | ---- | ---- | ---- | ---- | ---- | ---- | ---- | ---- |
| Australian Open | 2R   | 1R   | 1R   | 1R   | 1R   | 1R   | 2R   | –    | –    | 1R   |
| French Open     | 2R   | 1R   | 1R   | –    | 1R   | 1R   | 1R   | 2R   | –    | –    |
| Wimbledon       | 4R   | 1R   | 1R   | –    | QF   | QF   | 1R   | 1R   | 1R   | 1R   |
| US Open         | 4R   | 2R   | –    | 2R   | 1R   | 1R   | –    | –    | –    | –    |

## Finały juniorskich turniejów wielkoszlemowych

### Gra pojedyncza (2)
| Końcowy wynik | Rok  | Turniej   | Nawierzchnia | Przeciwniczka            | Wynik finału  |
| Finalistka    | 2005 | Wimbledon | Trawiasta    | Agnieszka Radwańska      | 3:6, 4:6      |
| Finalistka    | 2006 | US Open   | Twarda       | Anastasija Pawluczenkowa | 6:3, 4:6, 5:7 |